# ويس فانك
ويس فانك هو كاتب كندي، ولد في 18 فبراير 1969 في Mayfair, Saskatchewan ‏ في كندا، وتوفي في 10 أكتوبر 2015 في إدمونتون في كندا.

## وصلات خارجية
- الموقع الرسمي